# Reinhold Krause
Reinhold Krause (* 22. Oktober 1893 in Berlin; † 24. April 1980 in Konstanz) war ein deutscher Religionspädagoge sowie rassistisch-antisemitischer Vertreter und Obmann der Deutschen Christen in Groß-Berlin.

## Leben
Reinhold Krause wuchs im Berliner Arbeiterbezirk Prenzlauer Berg auf. Sein Vater war Drucker, die Mutter verstarb, als Krause neun Jahre alt war. Er besuchte in Berlin-Mitte die Bismarck-Realschule, die er 1911 ohne Abschluss verließ. Im Ersten Weltkrieg meldete er sich freiwillig, wurde einige Monate an der Ostfront eingesetzt, verbrachte dann aber verletzungsbedingt den größeren Teil des Krieges bei der damals neu geschaffenen Militärischen Stelle beim Auswärtigen Amt, die Bild- und Filmaufnahmen für propagandistische Zwecke herstellte. Nachdem er das Abitur im zweiten Anlauf bestanden hatte, begann er Ende 1917 ein Studium für das Lehramt an Höheren Schulen an der Friedrich-Wilhelms-Universität, das er 1920 mit der Dissertation abschloss. In dieser Zeit entwickelte er ein enges Verhältnis zu dem Germanisten Gustav Roethe. Nach kurzer Mitgliedschaft in der DNVP engagierte sich Krause im Bund für Deutsche Kirche, einem 1921 gegründeten Zusammenschluss von Intellektuellen, die eine deutsche, d. h. „von allem Jüdischen befreite Kirche“ schaffen wollten. Zum 1. Mai 1932 trat er der NSDAP bei (Mitgliedsnummer 1.105.766).

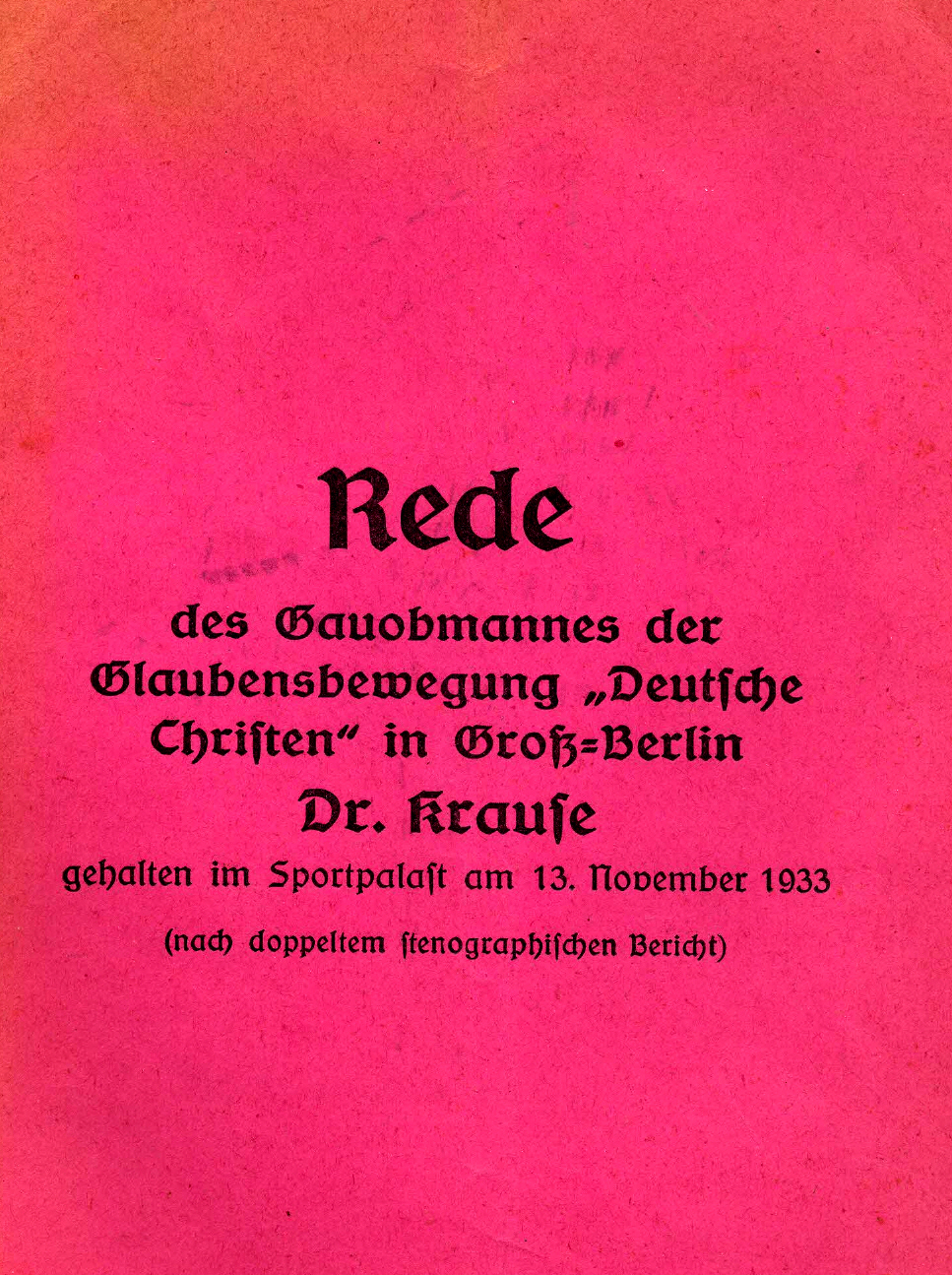
Titelblatt des Sonderdrucks der berüchtigten Sportpalast-Rede

Bekannt wurde Krause durch eine Rede auf der Versammlung der Deutschen Christen im Berliner Sportpalast am 13. November 1933. Vor etwa 20.000 begeisterten Zuhörern breitete er eine unverblümt antisemitische, neuheidnische Ideologie von einem deutschen Christentum aus. Unter großem Beifall beschwor Krause die Abkehr des deutschen Christentums von seinen jüdischen Wurzeln. Die im Rundfunk übertragene Rede führte in den darauf folgenden Wochen zu einer Austrittswelle von Mitgliedern der Deutschen Christen.
Nach Ende des Zweiten Weltkrieges wurden Krauses Schriften Was ist Irrlehre? (Glaubensbewegung Deutsche Volkskirche, Berlin 1933), Rede des Gauobmannes der Glaubensbewegung „Deutsche Christen“ in Groß-Berlin Dr. Krause (Glaubensbewegung Deutsche Volkskirche, Berlin 1933), Der „Fall Krause“ und seine Folgen (Selbstverlag, Berlin 1933), Gegen die Seelenverjudung (Heim, Leipzig 1935), Jugenderziehung aus deutschem Gottglauben (Verlag Sigrune, Erfurt 1939) und Soll mein Kind den Religionsunterricht in der Schule besuchen? (Wolfsangel-Verlag, Dresden 1939) in der Sowjetischen Besatzungszone auf die Liste der auszusondernden Literatur gesetzt.
Am Ende des Zweiten Weltkrieges wurde Krause in den Speziallagern Landsberg/Warthe und Buchenwald interniert und erst 1950 wieder entlassen. Im nachfolgenden Spruchkammerverfahren wurde er als minderbelastet eingestuft, woraufhin er in Konstanz – dorthin war er nach seiner Entlassung gezogen – wieder als Studienrat tätig werden konnte.